# System Divide
I System Divide sono un gruppo extreme metal, creato dalla coppia formata dal belga Sven de Caluwé (Aborted) e dalla israeliana Miri Milman (ex-Distorted).

## Storia
Il gruppo viene formato nell'estate del 2008 dai neo sposi Sven de Caluwé, frontman del gruppo deathgrind belga Aborted, e Miri Milman, cantante del gruppo oriental metal israeliano Distorted che lascerà di lì a poco. A loro si aggiungono Cole Martinez (il quale suonerà anche per un breve periodo negli Aborted) alla chitarra, Andrew Lenthe al basso e Mike Heller alla batteria, tutti provenienti dagli Stati Uniti.
Il 17 maggio 2009 esce il primo EP della band The Collapse, prodotto dal chitarrista Cole Martinez e mixato da Jacob Hansen.
Poco dopo si unisce al gruppo come secondo chitarrista Joseph Spiller. Il gruppo viene messo sotto contratto dalla Metal Blade ed entra in studio per registrare il loro primo full-length, sempre prodotto da Cole Martinez e mixato Jacob Hansen.
Nel novembre del 2009 il gruppo gira un videoclip per la canzone "The Apex Doctrine", video che vedrà la luce soltanto nell'agosto 2010 in coincidenza con l'uscita del full-length.
Intanto la band ha reclutato un nuovo chitarrista, Michael Wilson (ex-Abigail Williams) e un nuovo produttore, James Murphy, famoso per aver suonato in gruppi come Death, Testament e Obituary.
L'album intitolato The Conscious Sedation è stato pubblicato il 14 settembre 2010.

## Stile
Lo stile dei System Divide si può definire come la combinazione di melodic death metal, gothic metal, groove metal, alternative metal e metalcore. Tuttavia si possono trovare influenze doom metal, symphonic metal, progressive metal e di musica elettronica. Il gruppo all'uscita del loro EP sono stati etichettati come extreme modern metal, e comparati a band come Slipknot, Soilwork, Strapping Young Lad, Lacuna Coil e Morbid Angel.

## Formazione

### Formazione attuale
- Sven de Caluwé - voce (2008-)
- Miri Milman - voce (2008-)
- Mike Wilson - chitarra (2009-)
- Mike Heller - batteria (2008-)
- Gregory Macklin - chitarra (live) (2011-)
- Ken Bedene - basso (live) (2011-)

### Ex componenti
- Thomas G. Plaguehammer - chitarra (2008)
- Cole Martinez - chitarra (2008-2010)
- Joseph Spiller - chitarra (2009)
- Andrew Lenthe - basso (2008-2011)

## Discografia

### EP
- The Collapse - (2009)

### Studio
- The Conscious Sedation - (2010)